# الی (بازیکن فوتبال)
الی ده آمپارو (انگلیسی: Ely; ۱۴ مهٔ ۱۹۲۱ – ۹ مارس ۱۹۹۱) بازیکن فوتبال اهل برزیل بود.
از باشگاه‌هایی که در آن بازی کرده‌است می‌توان به باشگاه فوتبال آمریکا، باشگاه ورزشی واسکو دوگاما، و باشگاه ورزشی اسپورت رسیفی اشاره کرد.
وی همچنین در تیم ملی فوتبال برزیل بازی کرده‌است.